# Villa Romana de Miroiço
A Villa Romana de Miroiço, situada no vale da ribeira de Manique, incorpora vestígios de uma vila romana com muros à superfície do terreno, que permitiram a sua datação nos períodos romano e medieval, com alguns vestígios do período neolítico. Está localizada próximo da localidade de Manique de Baixo, já na freguesia de São Domingos de Rana, Cascais. Segundo o Decreto n.º 5/2002, de 19 de Fevereiro, estas ruinas foram declaradas como Imóvel de Interesse Público. É a maior villa romana do concelho, com inúmeros materiais encontrados por uma superfície de 2 hectares, correspondentes a um dilatado período de tempo, do Paleolítico à Idade Média, que denotam a longa ocupação do local.

## História
As primeiras sondas à zona onde se implanta esta villa data de finais do século XIX, quando o geólogo Francisco de Paula Oliveira reporta a existência de ruínas numa plataforma sita sobre o vale da ribeira de Manique, concretamente descobrindo «ruínas de edifícios, pedras talhadas, fragmentos de telhas e de tijolos que se mostravam dispersos pelo solo em grande quantidade», ouvindo relatos de que ali tinha vivido um «povo antigo» cujodestino não soube precisar. O local não foi objeto de estudo posterior por se considerarem elucidativos os materiais encontrados à superfície, que iam desde seixos trabalhados e machados de pedra polida a fragmentos de cerâmica. Na década de 1970, Guilherme Cardoso dá início ao estudo do arqueosítio, após ter recolhido inúmeros materiais à superfície e posteriormente, em 1984, um arado coloca a descoberto sepulturas tardo-romanas ou da Idade Média. Tendo isto em conta, a Câmara Municipal de Cascais procedeu à classificação do local em 1989, e em 1992 o local foi considerado enquanto «Imóvel de Interesse Público».
As primeiras escavações levadas a cabo aconteceram em 1999, de modo a averiguar a viabilidade de uma construção imobiliária, e foram efetuadas por arqueólogos da Associação Cultural de Cascais e em colaboração com jovens estudantes dos ensinos secundário e universitário. Estas escavações, que tiveram várias expedições posteriores, permitiram recolher vasta informação sobre a ocupação do local desde os finais da Idade do Ferro até à Idade Média. Inicialmente infrutíferas, delas resultou o achado de materiais cerâmicos de alguma qualidade e outros objetos, juntamente com restos humanos que assinalavam um local de sepultura. Foram descobertas no total 33 sepulturas, das quais apenas uma se atribuiu ao período romano, sendo as restantes paleo-cristãs. Nelas, o morto era geralmente deitado de costas, com os braços ao longo do corpo, de pernas estendidas e rosto para diante, com o corpo orientado a nascente.
Igualmente identificado foi um forno de cozer cerâmica datado da época romana e de formato circular, com buracos por onde se fixavam os postes de sustentação de meda de lenha (semelhante ao processo das medas usado no fabrico de carvão vegetal) e identificadas sobretudo áreas de lixeira, não tendo sido encontradas estruturas correspondentes às pars urbana e/ou pars rustica da villa.

## Espólio
A investigação conduzida no local desde então revelou um considerável conjunto de materiais de superfície, como tegulae, imbrices e vestígios de revestimentos em opus signinum, para além de pesos de tear, de um vasto número de fragmentos de terra sigilatta, ânforas e de cerâmica "grosseira," de machados de pedra polida, de seixos afeiçoados e variados artefactos metálicos, a testemunhar, no fundo, a continuidade ocupacional humana do sítio desde o Neolítico até à Idade Média.
Restam desta villa alguns muros de pedra, tendo sido recolhidos na área diversos fragmentos de cerâmica romana (como pesos de tear e restos de ânforas), foram ainda descobertos materiais líticos pré-históricos (raspadores, núcleos e um machado de pedra polida).